# Achyronia sarcantha
Achyronia sarcantha là một loài thực vật có hoa trong họ Đậu. Loài này được (J. Vogel ex Walp.) Kuntze mô tả khoa học đầu tiên năm 1891.